# Championnat d'Europe de football des moins de 18 ans 1997
Navigation
Euro 1996 Euro 1998
Le championnat s'est déroulé en Islande du 24 juillet au 31 juillet 1997. La France remporte son 4e titre, après 1949, 1983 et 1996.
Pour cette édition, seuls les joueurs nés après le 1er août 1978 peuvent participer.
Parti en Islande sans Nicolas Anelka, Mickaël Landreau et Peter Luccin, encore concernés par cette classe d’âge, l’équipe de France s’impose et réalise un exploit unique à l’époque : c’est la première fois qu’une sélection française conserve un titre international. En effet les hommes de Jodar succèdent à ceux de Houllier vainqueurs du Championnat d'Europe de football des moins de 19 ans 1996 un an plus tôt. 
Si la route vers la finale fut assez tranquille avec trois victoires en autant de matchs, la finale contre les Portugais a en revanche été plus difficile. Les tricolores ont ainsi dû attendre la prolongation pour s’imposer sur un but en or inscrit par le Messin Louis Saha. 

## Phase finale

### Groupe A
| Date            | Ville         | Équipe 1 | Équipe 2 | Résultat |
| 24 juillet 1997 | Kópavogur     | Portugal | Hongrie  | 2 - 0    |
| 24 juillet 1997 | Reykjavik     | Islande  | Espagne  | 1 - 1    |
| 26 juillet 1997 | Akranes       | Espagne  | Hongrie  | 2 - 1    |
| 26 juillet 1997 | Hafnarfjörður | Islande  | Portugal | 0 - 1    |
| 28 juillet 1997 | Hafnarfjörður | Espagne  | Portugal | 0 - 2    |
| 28 juillet 1997 | Reykjavik     | Islande  | Hongrie  | 2 - 2    |

| Place | Nation   | Pts | J | G | N | P | Buts + | Buts - | Diff. |
| 1er   | Portugal | 9   | 3 | 3 | 0 | 0 | 5      | 0      | +5    |
| 2e    | Espagne  | 4   | 3 | 1 | 1 | 1 | 3      | 4      | -1    |
| 3e    | Islande  | 2   | 3 | 0 | 2 | 1 | 3      | 4      | -1    |
| 4e    | Hongrie  | 1   | 3 | 0 | 1 | 2 | 3      | 6      | -3    |

### Groupe B
| Date            | Ville         | Équipe 1 | Équipe 2 | Résultat |
| 24 juillet 1997 | Hafnarfjörður | France   | Irlande  | 3 - 2    |
| 24 juillet 1997 | Akranes       | Israël   | Suisse   | 0 - 3    |
| 26 juillet 1997 | Reykjavik     | Israël   | France   | 0 - 2    |
| 26 juillet 1997 | Fjölnirvöllur | Suisse   | Irlande  | 0 - 1    |
| 28 juillet 1997 | Fjölnirvöllur | Irlande  | Israël   | 1 - 1    |
| 28 juillet 1997 | Kópavogur     | Suisse   | France   | 0 - 1    |

| Place | Nation  | Pts | J | G | N | P | Buts + | Buts - | Diff. |
| 1er   | France  | 9   | 3 | 3 | 0 | 0 | 6      | 2      | +4    |
| 2e    | Irlande | 4   | 3 | 1 | 1 | 1 | 4      | 4      | 0     |
| 3e    | Suisse  | 3   | 3 | 1 | 0 | 2 | 3      | 2      | +1    |
| 4e    | Israël  | 1   | 3 | 0 | 1 | 2 | 1      | 6      | -5    |

#### Match pour la troisième place & finale
| Match               | Équipe 1 | Résultat    | Équipe 2 | Date            | Ville         |
| Match pour 3e place | Espagne  | 2 - 1       | Irlande  | 31 juillet 1997 | Hafnarfjörður |
| Finale              | France   | 1 - 0 a. p. | Portugal | 31 juillet 1997 | Reykjavik     |

| Championne d'Europe de football des moins de 19 ans La France 4e titre |

### Classement général
| Place              | Équipes du tour final | Stade                        |
| ------------------ | --------------------- | ---------------------------- |
| Médaille d'or      | France                | Vainqueur                    |
| Médaille d'argent  | Portugal              | Finaliste                    |
| Médaille de bronze | Espagne               | Troisième                    |
| 4                  | Irlande               | Quatrième                    |
| 5                  | Suisse                | 3e Gr.B avec 3 pts           |
| 6                  | Islande               | 3e Gr.A avec 2 pts           |
| 7                  | Hongrie               | 4e Gr.A avec 1 pt/diff de -3 |
| 8                  | Israël                | 4e Gr.B avec 1 pt/diff de -5 |

### Lauréats
Équipe de France des moins de 18 ans
| Nom                | Nom                   | Équipe actuelle                            | Date de naissance | J.              | Buts            |                 |                 |                 |
| Gardiens de but    | Gardiens de but       | Gardiens de but                            | Gardiens de but   | Gardiens de but | Gardiens de but | Gardiens de but | Gardiens de but | Gardiens de but |
| ------------------ | --------------------- | ------------------------------------------ | ----------------- | --------------- | --------------- | --------------- | --------------- | --------------- |
| ?                  | Gérard Gnanhouan      | Union sportive Avranches Mont-Saint-Michel | 12.02.1979        | 0               | 0               | 0               | 0               | 0               |
| ?                  | Jérôme Hiaumet        | SM Caen                                    | 12.04.1979        | 0               | 0               | 0               | 0               | 0               |
| Défenseurs         |                       |                                            |                   |                 |                 |                 |                 |                 |
| ?                  | Lilian Astier         | AS Saint-Étienne                           | 12.08.1978        | 0               | 0               | 0               | 0               | 0               |
| ?                  | Ghislain Bagnon       | AS Cannes                                  | 24.12.1978        | 0               | 0               | 0               | 0               | 0               |
| ?                  | Sébastien Bertrand    | Montpellier HSC                            | 05.08.1978        | 0               | 0               | 0               | 0               | 0               |
| ?                  | Zoumana Camara        | AS Saint-Étienne                           | 03.04.1979        | 0               | 0               | 0               | 0               | 0               |
| ?                  | Pascal Delhommeau     | FC Nantes                                  | 14.08.1978        | 0               | 0               | 0               | 0               | 0               |
| ?                  | Fabrice Kelban        | Paris SG                                   | 10.09.1978        | 0               | 0               | 0               | 0               | 0               |
| ?                  | Michel Rodriguez Cap. | Montpellier HSC                            | 25.11.1978        | 0               | 0               | 0               | 0               | 0               |
| Milieux de terrain |                       |                                            |                   |                 |                 |                 |                 |                 |
| ?                  | Yves Deroff           | FC Nantes                                  | 29.08.1978        | 0               | 0               | 0               | 0               | 0               |
| ?                  | Patrice Maurel        | Toulouse FC                                | 16.10.1978        | 0               | 0               | 0               | 0               | 0               |
| ?                  | Sébastien Piocelle    | FC Nantes                                  | 10.11.1978        | 0               | 0               | 0               | 0               | 0               |
| ?                  | Grégory Proment       | FC Metz                                    | 10.12.1978        | 0               | 0               | 0               | 0               | 0               |
| ?                  | David Romo            | EA Guingamp                                | 07.08.1978        | 0               | 0               | 0               | 0               | 0               |
| Attaquants         |                       |                                            |                   |                 |                 |                 |                 |                 |
| ?                  | Sébastien Fidani      | Nîmes Olympique                            | 04.08.1978        | 0               | 0               | 0               | 0               | 0               |
| ?                  | David Hellebuyck      | Olympique lyonnais                         | 12.05.1979        | 0               | 0               | 0               | 0               | 0               |
| ?                  | Louis Saha            | FC Metz                                    | 08.08.1978        | 0               | 0               | 0               | 0               | 0               |
| ?                  | Alioune Touré         | FC Nantes                                  | 09.09.1978        | 0               | 0               | 0               | 0               | 0               |
| Sélectionneur      |                       |                                            |                   |                 |                 |                 |                 |                 |
|                    | Jean-François Jodar   |                                            | 02.12.1949        |                 |                 |                 |                 |                 |